# Hilbert–Kunzs funktion
Inom matematiken är Hilbert–Kunzs funktion av en lokal ring (R, m) av karakteristik p med p ett primtal funktionen
{\displaystyle f(q)=\operatorname {length} _{R}(R/m^{[q]})}
där m[q] är idealet genererat av q-te potenserna av elementen av det maximala idealet m. Beteckningen introducerades av E. Kunz, som använde den till att karakterisera den regelbundna ringen som en Noethersk ring där Frobeniusendomorfim är platt.